# Georg Wilhelm Ludwig von Oberg

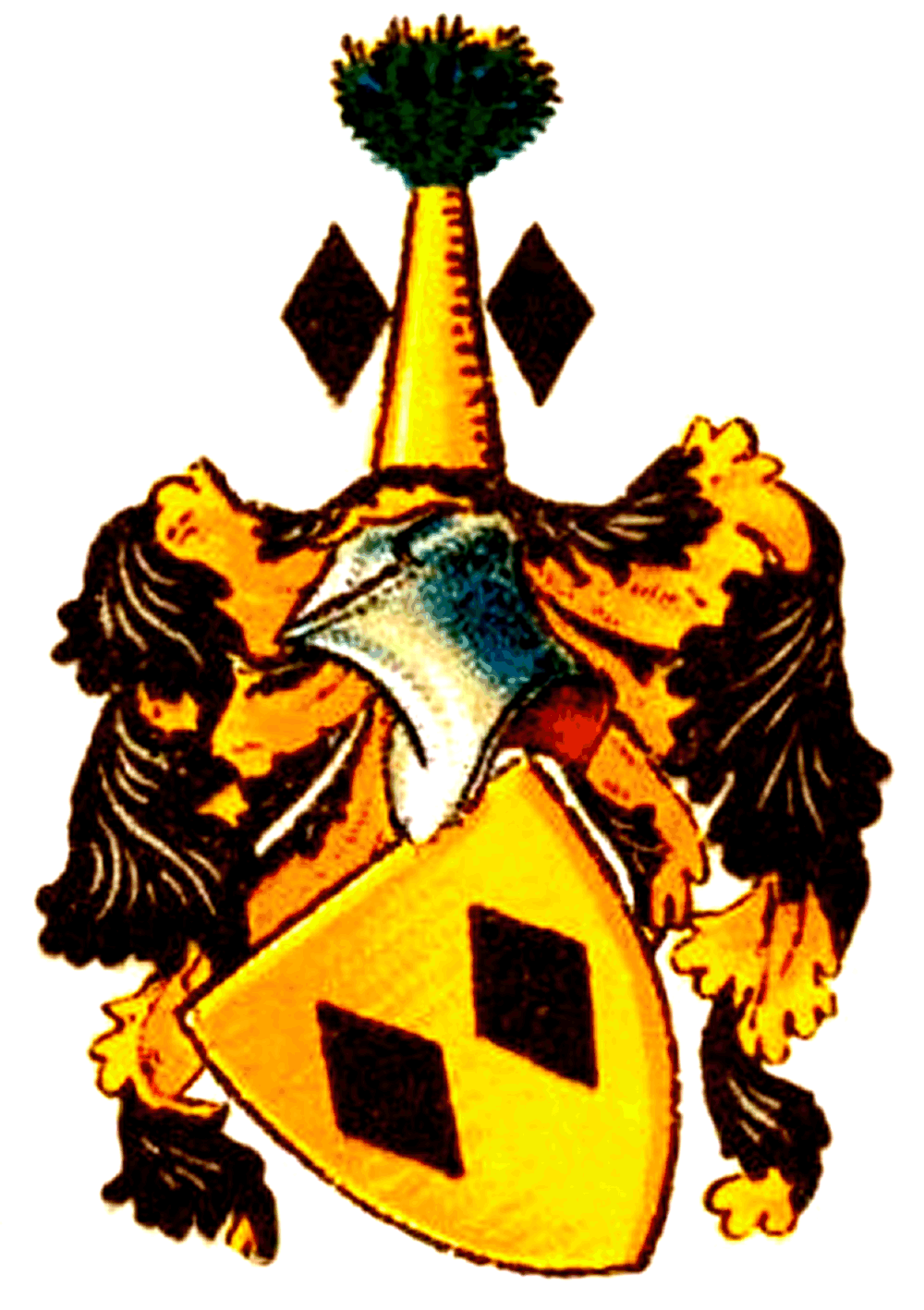
Wappen derer von Oberg

Georg Wilhelm Ludwig von Oberg (* 1. Mai 1711 in Hannover; † 1762) war ein deutscher Adeliger, Besitzer des Rittergutes Schwicheldt, Freimaurer und 1737 in Hamburg Mitbegründer und erster Meister vom Stuhl der ältesten urkundlich belegten deutschen Freimaurerloge.

## Leben
Georg Wilhelm Ludwig von Oberg war am 6. Dezember 1737 in Hamburg gemeinsam mit dem späteren königlich preußischen Hofrat und Münzmeister Charles Sarry, dem Hamburger Wundarzt Peter Carpser, dem späteren braunschweigischen Legationsrat Peter Stüven (1710–nach Februar 1769) und dem Kaufmann Johann Daniel Krafft in der Großen Bäckerstraße in der Taverne d`Angleterre des aus Christiania in Norwegen stammenden Weinwirts Jens Arbien (1708–nach 1747) Mitbegründer der ältesten deutschen Freimaurerloge, der als Johannisloge zunächst noch ohne eindeutigen Logennamen gegründeten Loge à Hambourg Société des Acceptés Macons Libres de la Ville d’Hambourg. Arbeitssprache und Niederschriften der Loge war in den Jahren der Gründungszeit ausschließlich das Französische. Die Hamburger Freimaurerloge erhielt 1743 den Namen Absalom und hat ihren Sitz heute unter dem Namen Absalom zu den drei Nesseln in der Welckerstraße in Hamburg (Neustadt).
Nachdem zunächst am 20. Februar 1738 Peter Carpser anlässlich einer außerordentlichen Loge im vom Hamburger Baumeister Hans Hamelau errichteten Baumhaus als sein Nachfolger für die Monate März, April und Mai 1738 zum Meister vom Stuhl gewählt wurde, aber bereits am 8. März 1738 nach massivem Druck des Rates der Stadt Hamburg sein Amt niederlegen musste, übernahm Georg Wilhelm Ludwig von Oberg wieder den Hammer. Da zudem der Rat der Stadt am 7. März 1738 eine Verbotsverfügung gegen die Gesellschaft der Freimaurer erlassen und jegliche Aktivitäten und weitere Aufnahmen untersagt hatte, konnten sich die Mitglieder ab dieser Zeit aber nur noch in ihren Privatwohnungen versammeln.
Durch Vermittlung von Albrecht Wolfgang zu Schaumburg-Lippe und dem Logenmitglied Friedrich Christian von Albedyll (1699–1769) wurde  unter weiterer Beteiligung von Georg Ludwig von Kielmansegg in der Nacht vom 14. zum 15. August 1738 im zur Tarnung Zum Schloss Salzdahlum benannten Kornschen Gasthof in der Breiten Straße in Braunschweig der zuvor nur als „Illustre Inconnu“ bezeichnete Kronprinz von Preußen und spätere Friedrich II. bzw. Friedrich der Große durch die Hamburger Delegationsmitglieder Georg Wilhelm Ludwig von Oberg, Jakob Friedrich Bielfeld und Fabian Löwen unter der Mitgliedsnummer 31 als Freimaurer in die Hamburger Loge aufgenommen. Kronprinz Friedrich erhielt dabei in dieser Nacht den ersten (Lehrlings-), zweiten (Gesellen-) und dritten (Meister-)Grad. Auf Wunsch des Kronprinzen wurde dessen Begleiter, der damalige Hauptmann und spätere preußische Generalleutnant Leopold Alexander von Wartensleben unmittelbar nach ihm selbst ebenfalls in den Bund der Freimaurer aufgenommen.
Nach Differenzen mit verschiedenen Logenmitgliedern über die Art und Weise des Begleichens der bei der Aufnahme  entstandenen Reisekosten (Streitwert: „438 Mark Courant“), traten Georg Wilhelm Ludwig von Oberg, Peter Carpser, Jakob Friedrich Bielfeld und Peter Stüven aus der Loge aus. Peter Carpser blieb dieser jedoch weiterhin verbunden und vermittelte später zwischen Georg Wilhelm Ludwig von Oberg und dem neuen Meister vom Stuhl Matthias Albert Luttman (1711–1762), unter dessen Hammerführung die deutsche Sprache als Logensprache eingeführt wurde. Im Jahr 1744 wurde Georg Wilhelm Ludwig von Oberg Obermeister der nach Woldemar von Schmettau benannten Schottenloge Schmettau.
Er war seit 1733 mit Metta Henrietta, geborene von Ahlefeld (* um 1714) verheiratet. Die Stiftsdame Metta von Oberg (1737–1794) war die Tochter und der Major in dänischen Diensten Adolph Ludwig von Oberg und Benedikt Wilhelm Georg von Oberg (1747–1819) waren die Söhne des Ehepaars. Benedikt von Ahlefeldt war sein Schwiegervater.